# Linha C do Metro de Buenos Aires
A Linha C é uma das seis linhas do Metro de Buenos Aires.. Seu trajeto vai da estação Retiro à estação Constitución, ambas próximas às estações ferroviárias dos bairros homônimos. Foi inaugurada em 9 de novembro de 1934, tornando-se a terceira linha da rede de atendimento ao público e a primeira a ter um layout transversal. 
Corre principalmente sob a Avenida Ramos Mejía e as ruas Esmeralda, Sarmiento, Carlos Pellegrini, Bernardo de Irigoyen e Lima Oeste. Possui uma extensão de 4,4 km e um total de nove estações. Utiliza, como as Linhas A, D, e E, a captação da energia elétrica por catenária aérea flexível.

## Estações
| Nome               | Inauguração            | Bairro       | Integração |
| ------------------ | ---------------------- | ------------ | ---------- |
| Retiro             | 6 de fevereiro de 1936 | Retiro       |            |
| General San Martín | 17 de agosto de 1937   | Retiro       | -          |
| Lavalle            | 6 de fevereiro de 1936 | San Nicolás  | -          |
| Diagonal Norte     | 9 de novembro de 1934  | San Nicolás  |            |
| Avenida de Mayo    | 9 de novembro de 1934  | Monserrat    |            |
| Moreno             | 9 de novembro de 1934  | Monserrat    | -          |
| Independencia      | 9 de novembro de 1934  | Constitución |            |
| San Juan           | 9 de novembro de 1934  | Constitución | -          |
| Constitución       | 9 de novembro de 1934  | Constitución |            |